# Émile Nouguier
Émile Nouguier (Parijs, 17 februari 1840 - 23 november 1897) was een Franse ingenieur en architect. Samen met Maurice Koechlin en Stephen Sauvestre was hij de ontwerper van de Eiffeltoren in Parijs, Frankrijk. 

## Carrière
Hij studeerde in Parijs aan de École Polytechnique, in 1862 trad hij toe tot de École nationale supérieure des mines de Paris waar hij in 1865 afstudeerde als mijnbouwkundig ingenieur.
Na eerst te hebben gewerkt voor Compagnie  Ernest Goüin, treedt hij in dienst van Eiffel et Cie. van Gustave Eiffel waar hij van 1867 tot 1893 bijdraagt aan vele civieltechnische projecten:
- Cubzac-les-Ponts over de rivier Dordogne;
- Tardes viaduct over de rivier Tardes;
- Viaduc de Garabit;
- Port-Mort Dam over de rivier Seine;
- Eiffeltoren in Parijs;
- Maria Pia-brug in Porto, Portugal;
- Viannabrug over rivier Limia in Portugal;
- Spoorbruggen in Portugese provincies Minho, Douro Litoral and Beira Alta;
- Spoorbrug over de rivier Tagus in Spanje;
- Spoorbrug in Spaanse provincies Asturias, León and Galicia;
- Spoorbruggen in Roemenië;
- Spoorbrug over de rivier Tisza nabij Szeged, Hongarije.

In 1893 verlaat hij Eiffel et Cie. en start hij de Nouguier-Kessler Compagnie in Argenteuil, Île-de-France.
Enkele dagen na de opening van zijn laatste werk, de Pont Saint-Bernard in Parijs, overlijdt hij op 57-jarige leeftijd.
- Library of Congress Control Number: no2016010481
- Base Léonore: LH//2005/21
- Virtual International Authority File: 158145541776696601259
- WorldCat: E39PBJwRXyMmrjpWbRcGjQCfbd